# 姫路市場駅
姫路市場駅（ひめじしじょうえき）は、兵庫県姫路市延末にかつてあった日本国有鉄道（国鉄）の貨物駅である。
姫路駅から分岐していた山陽本線の貨物支線の終点であったが、実際には播但線の亀山 - 姫路間から分岐していた。

## 歴史
姫路市には、山陽電気鉄道の山陽姫路駅北西側、久保町周辺に、1581年（天正9年）の豊臣秀吉の書状にも出てくるという歴史の古い市場街が存在していた。これに対して姫路市では、戦災復興と都市交通の整備などを理由に市場の移転を計画し、紆余曲折の末手柄山の東側に姫路市中央卸売市場が1957年（昭和32年）5月27日に開設された。
市場が開設された位置は、播但線の通称飾磨港線のすぐ脇であり、これを利用して市場への引き込み線が建設された。姫路駅から約1 kmほど播但線の線路を南下した地点で分岐し、分岐点からは全長345 mの引き込み線が建設され、市場内に姫路市場駅が建設された。姫路駅からの営業キロは1.5 kmであった。また播但線から分岐しているにもかかわらず、山陽本線の貨物支線扱いとされた。
完成祝賀式は、正式開業よりも前の1957年（昭和32年）3月16日に市場構内で関係者を招いて開かれた。C11形の牽引する冷蔵車が入線してテープカットや花束の贈呈が行われている。正式な市場駅の開業は3月27日となっている。翌1958年（昭和33年）8月1日には、東隣に平行する山陽電鉄本線上に手柄駅が開設されている。
営業されていた頃は、姫路駅から毎日4往復の貨物列車が運転されていた。しかし国鉄のストライキの影響などもあり、1979年（昭和54年）10月31日で営業終了となった。
廃止後は舗装されて荷物置き場や駐車場となっている。

### 年表
- 1954年（昭和29年）
  - 4月：大阪鉄道管理局に引き込み線の建設願を提出。
  - 9月：ルート決定。
- 1955年（昭和30年） 3月：建設費負担額決定。
- 1956年（昭和31年）4月3日：竣工。
- 1957年（昭和32年）
  - 3月27日：正式開業[1]。これに先立ち3月16日に開業祝賀式が行われた。
  - 5月27日：姫路市中央卸売市場営業開始。
- 1979年（昭和54年）11月1日：廃止[1]（営業最終日は前日の10月31日）。

## 隣の駅
日本国有鉄道
山陽本線 貨物支線
姫路駅 - 姫路市場駅